# 池上彰スペシャル
- フジテレビ > フジテレビ番組一覧 > フジテレビのニュース番組/フジテレビのバラエティ番組
- 池上彰 > 池上彰#出演番組 > フジ「池上彰緊急スペシャル」

『池上彰緊急スペシャル!』（いけがみあきらきんきゅうスペシャル!）とは、2011年からフジテレビ系列で不定期放送されているニュースバラエティ番組であると共に、池上彰の冠番組でもある（これは『土曜プレミアム』枠、『日曜ワンダー!』枠又は単独番組のコンテンツとして放送される特別番組）。

## 概要
フジテレビでの池上彰解説番組の歴史はこの番組の前身である『教えてMr.ニュース』の第1回が放送される1か月くらい前、2009年10月20日に『カスペ!』で放送された『わかるテレビ』の中で放送されたのが最初である。
収録の場合は『池上彰スペシャル』、生放送がある場合は『池上彰緊急スペシャル』となる。
2016年4月8日には当番組スタッフと『Mr.サンデー』スタッフ共同で特別編『“世界でいちばん貧しい大統領”ムヒカ来日緊急特番～日本人は本当に幸せですか？～』が放送された。
第19回は番組史上初めて2018年4月29日と5月18日の2部制で放送された。
第20回は当初は21:00 - 22:52（一部地域22:46飛び降り）だったものの放送前日の2018年9月6日に北海道胆振東部地震が発生したことにより予定されていたサッカー日本代表強化試合「キリンチャレンジカップ2018」（日本×チリ、19:00 - 21:00）が中止となったため、空いた放送枠を当番組の第1部として生放送に換え、当初予定分（事前収録）の第2部と合わせ、2部構成・4時間編成とし、第1回以来の4時間放送となる。
2019年11月22日には史上初のテレビアニメ合体企画として、放送50周年を迎えた『サザエさん』との合体企画『池上彰×サザエさんスペシャル お茶の間ニッポン史50の解説でございま〜す!』を放送。

## 出演者
司会・解説
- 池上彰
- フグ田サザエ（特別編5。声 - 加藤みどり）

進行
- 高島彩（第1回 - 第7回、第11回 - ）
- 佐々木恭子（フジテレビアナウンサー、第8回 - ）[4]
- 宮司愛海（フジテレビアナウンサー、第20回第2部）
- 山﨑夕貴（フジテレビアナウンサー、第27回）

情報キャスター
- 伊藤利尋（フジテレビアナウンサー、第20回第1部）

ゲスト
| - 第1回 - 秋野暢子 - 勝俣州和 - 坂下千里子 - 篠山輝信 - 田山涼成 - 道端カレン - 第2回 - 秋野暢子 - 坂下千里子 - 篠山輝信 - 春香クリスティーン - 六角精児 - 第3回 - 秋野暢子 - 坂下千里子 - 加藤紀子 - 山崎樹範 - 第4回 - 久保田磨希 - 篠山輝信 - 菜々緒 - 船越英一郎 - 優木まおみ - 第5回 - えなりかずき - 坂下千里子 - 柴田理恵 - 船越英一郎 - 宮下純一 - 第6回 VTR部分 - - 小籔千豊 - 柴田理恵 - 冨永愛 - 船越英一郎 - 宮下純一 生放送部分 - - えなりかずき - 柴田理恵 - 船越英一郎 - 宮下純一 - MEGUMI - 第7回 - 船越英一郎 - 高畑淳子 - 千秋 - 山里亮太（南海キャンディーズ） - 中田敦彦（オリエンタルラジオ） - 宮下純一 - ラフルアー宮澤エマ - 第8回 - 久保田磨希 - 田山涼成 - 千秋 - ホラン千秋 - 宮下純一 - 山里亮太（南海キャンディーズ） - 第9回 - 小野武彦 - 柴田理恵 - 千秋 - 中村アン - 宮下純一 - 山里亮太（南海キャンディーズ） - 第10回 - 柴田理恵 - 千秋 - 中村アン - 船越英一郎 - 宮下純一 - 山里亮太（南海キャンディーズ） - 第11回 - 柴田理恵 - 田中卓志（アンガールズ） - 千秋 - 宮下純一 - ラフルアー宮澤エマ - 渡辺徹 - 第13回 - 坂上忍 - 柴田理恵 - 千秋 - ホラン千秋 - 山里亮太（南海キャンディーズ） - 特別編1 - 伊集院光 - 柴田理恵 - 千秋 - 中島健人（Sexy Zone） - 大沢ケイミ - 第14回 - 坂上忍 - 柴田理恵 - 千秋 - ビビる大木 - 宮下純一 - 第15回 | - 第16回 - 第17回 - アンミカ - 陣内智則 - 千秋 - 西村和彦 - 春香クリスティーン - 平泉成 - 特別編2・3・4（『FNS27時間テレビ31&32&33』内） - ビートたけし（『FNS27時間テレビ31&32&34』総合司会） - 村上信五（『関ジャニ∞』（『FNS27時間テレビ31&32&33』総合司会） - 第18回 - 尾木直樹 - 籠谷さくら - 柴田理恵 - 陣内智則 - 千秋 - 的場浩司 - 第19回 第1部・第2部共通 - - 尾木直樹 - 柴田理恵 - 千秋 第1部 - - 堀口ミイナ - 吉村崇（平成ノブシコブシ） 第2部 - - 陣内智則 - 優木まおみ - 渡辺裕太 - 第20回 第1部・第2部共通 - - 柴田理恵 - 千秋 第1部 - - 陣内智則 第2部 - - 鈴木福 - 田中卓志（アンガールズ） - 第21回 - 陣内智則 - 立川志らく - 千秋 - 中田喜子 - 中間淳太（ジャニーズWEST） - 第22回 - 柴田理恵 - 陣内智則 - 竹俣紅 - 千秋 - 中尾彬 - 第23回 - 加藤諒 - 陣内智則 - 立川志らく - 千秋 - 吉川美代子(元・TBSアナウンサー) - 第24回 - 立川志らく - 千秋 - 土田晃之 - 中間淳太（ジャニーズWEST） - モモコ(ハイヒール) - 特別編5 - 天海祐希 - 生駒里奈 - 大久保佳代子（オアシズ） - 勝俣州和 - 田山涼成 - 寺田心 - 森矢カンナ - みちょぱ - かまいたち - 武田真治 - 成田凌 - 第25回 - 阿部亮平(Snow Man) - 大友康平 - カズレーザー(メイプル超合金) - 須田亜香里（SKE48） - 吉川美代子 - 第26回 - 足立梨花 - 梅沢富美男 - カズレーザー - 吉川美代子 - 第27回 - 梅沢富美男 - 長嶋一茂 - ゆきぽよ - 吉川美代子 - 第28回 - 足立梨花 - 梅沢富美男 - ヒロミ - 山内健司（かまいたち） |

VTR出演
- 杉崎美香（第2回、サン・ピエトロ大聖堂取材）
- 遠藤玲子（フジテレビアナウンサー）同上、岩のドーム取材）
- 生野陽子（フジテレビアナウンサー）第3回、東京大学地震研究所取材）
- 住吉美紀（同上、アイスランド取材）
- 中山エミリ（第4回、カザフスタン取材）
- 梅津弥英子（フジテレビアナウンサー）第6回、自民党取材）
- 佐々木恭子（同上（第8回、伊勢神宮ロケ同行）
- 椿原慶子（同上（特別編、ホセ・ムヒカ取材の同行）
- 加藤一二三（特別編5）
- サンシャイン池崎（同上）
- デヴィ・スカルノ（同上）

アニメキャラクター
※ すべて特別編5に登場。「フグ田サザエ」は「司会・解説」を参照。
- 磯野カツオ（声 - 冨永みーな）
- 磯野ワカメ（声 - 津村まこと）
- 磯野波平（声 - 茶風林）
- 磯野舟（声 - 寺内よりえ）
- フグ田マスオ（声 - 田中秀幸）
- フグ田タラオ（声 - 貴家堂子）
- タマ
- 波野ノリスケ（声 - 松本保典）
- 波野タイ子（声 - 小林さやか）
- 波野イクラ（声 - 桂玲子）
- 中島弘（声 - 落合るみ）
- 花沢花子（声 - 山本圭子）
- 大空カオリ（声 - 不明）
- 早川（声 - 川崎恵理子）
- カツオのクラスの担任（声 - 沢木郁也）
- 三郎（声 - 二又一成）
- 穴子（声 - 若本規夫）

ナレーション
- 広中雅志（主に『世界が変わった日』シリーズを担当。）
- 生野文治（番組のメインナレーション。主に『緊急スペシャル』・『○○がわかればニュースのナゾが解ける!』シリーズを担当。）
- 槇大輔（特別編ナレーション）

## 放送日時
※ 時刻はすべてJSTで記載する。
放送時刻表記はすべてフジテレビにおける放送時刻。第19回からは一部地域ではフジテレビの放送終了6分前に飛び降りとなる（『FNS27時間テレビ32・33』は除く）。
| 回数            | 放送日時                                                             | 備考                                                            |
| --------------- | -------------------------------------------------------------------- | --------------------------------------------------------------- |
| パイロット版    | 2011年4月11日（月曜日）19:00 - 20:54                                 |                                                                 |
| 第1回           | 2011年9月10日（土曜日）19:00 - 23:10                                 |                                                                 |
| 第2回           | 2012年1月12日（木曜日）19:00 - 21:54                                 |                                                                 |
| 第3回           | 2012年3月10日（土曜日）21:00 - 23:10                                 | 『土曜プレミアム』枠 『めちゃ²池上彰スペシャル』第2部として放送 |
| 第4回           | 2012年6月9日（土曜日）21:00 - 23:10                                  | 『土曜プレミアム』枠                                            |
| 第5回           | 2012年9月29日（土曜日）21:00 - 23:10                                 | 『土曜プレミアム』枠                                            |
| 第6回           | 2013年2月23日（土曜日）21:00 - 23:10                                 | 『土曜プレミアム』枠                                            |
| 第7回           | 2013年8月16日（金曜日）21:00 - 22:52                                 | 『金曜プレステージ』枠                                          |
| 第8回           | 2013年10月4日（金曜日）21:00 - 23:22                                 | 『金曜プレステージ』枠                                          |
| 第9回           | 2014年3月8日（土曜日）21:00 - 23:10                                  | 『土曜プレミアム』枠                                            |
| 第10回          | 2014年7月12日（土曜日）21:00 - 23:10                                 | 『土曜プレミアム』枠                                            |
| 第11回          | 2014年11月29日（土曜日）21:00 - 23:10                                | 『土曜プレミアム』枠                                            |
| 第12回          | 2015年6月5日（金曜日）21:00 - 22:52                                  | 『金曜プレミアム』枠                                            |
| 第13回          | 2016年2月12日（金曜日）19:57 - 22:52                                 | 『金曜プレミアム』枠                                            |
| 特別編1         | 2016年4月8日（金曜日）19:00 - 20:54                                  |                                                                 |
| 第14回          | 2016年6月3日（金曜日）21:00 - 22:52                                  | 『金曜プレミアム』枠                                            |
| 第15回          | 2016年12月16日（金曜日）19:57 - 22:52                                | 『金曜プレミアム』枠                                            |
| 第16回          | 2017年4月2日（日曜日）19:00 - 21:54                                  |                                                                 |
| 第17回          | 2017年8月4日（金曜日）19:00 - 21:49                                  | 『金曜プレミアム』枠                                            |
| 特別編2         | 2017年9月10日（日曜日） 18:55 - 21:24                                | 『FNS27時間テレビ31 にほんのれきし』内                          |
| 第18回          | 2018年1月7日（日曜日）19:30 - 22:24                                  | 『ニチファミ!』枠                                               |
| 第19回（第1部） | 2018年4月29日（日曜日）19:00 - 21:54                                 | 『ニチファミ!』枠                                               |
| 第19回（第2部） | 2018年5月18日（金曜日） 19:57 - 21:55                                | 『金曜プレミアム』枠                                            |
| 第20回          | 2018年9月7日（金曜日）19:00 - 22:52 （19:00 - 21:00・21:00 - 22:52） | [ 11 ]                                                          |
| 特別編3         | 2018年9月9日（日曜日）8:50 - 11:10                                   | 『FNS27時間テレビ32 にほん人は何を食べてきたのか?』内           |
| 第21回          | 2019年1月18日 19:57 - 21:55                                          | 『金曜プレミアム』枠                                            |
| 第22回          | 2019年2月22日 19:57 - 21:55                                          | 『金曜プレミアム』枠                                            |
| 第23回          | 2019年4月19日 20:00 - 21:55                                          | 『金曜プレミアム』枠                                            |
| 第24回          | 2019年6月7日 20:00 - 21:55                                           | 『金曜プレミアム』枠                                            |
| 特別編4         | 2019年11月3日 15:50 - 17:15                                          | 『FNS27時間テレビ33 にほんのスポーツは強いっ!』内               |
| 特別編5         | 2019年11月22日 19:00 - 22:52                                         | [ 13 ]                                                          |
| 第25回          | 2020年2月2日 20:00 - 21:54                                           | 『日曜THEリアル!』枠                                            |
| 第26回          | 2020年5月31日 20:00 - 21:54                                          | 『日曜THEリアル!』枠                                            |
| 第27回          | 2020年9月20日 20:00 - 21:54                                          | 『日曜THEリアル!』枠                                            |
| 第28回          | 2021年3月12日 20:00 - 21:55                                          |                                                                 |

## テーマ
| 回              | テーマ                                              | 備考 |
| --------------- | --------------------------------------------------- | --- |
| パイロット版    | 東日本大震災のギモン                                | キャッチコピーは『震災からちょうど1カ月…』 |
| 第1回           | 東日本大震災から半年、 アメリカ同時多発テロから10年 | キャッチコピーは『池上彰がこの特別な日のために帰ってくる…。』 |
| 第2回           | 宗教-Ⅰ                                              | キャッチコピーは『あなたは宗教の事をどこまでわかっていますか？』 |
| 第3回           | 東日本大震災から1年                                 | キャッチコピーは『震災から1年経った今だからこそ、われわれが知っておくべきことがたくさんある!!』 あの日を、忘れない。-東日本大震災から1年- の企画として放送。                                              |
| 第4回           | お金                                                | キャッチコピーは『ギリシャ危機ってなに？ 中国の経済発展ってどこまで続くの？国際ニュースは“お金”を中心に見るとビックリするほど良く分かる！！』                                                             |
| 第5回           | 領土                                                | キャッチコピーは『「尖閣諸島」「竹島」などの領土をめぐる問題！その正しい歴史を池上彰が徹底解説！』 |
| 第6回           | 安倍内閣                                            | キャッチコピーは『新政権をスタートさせた自民党は日本を救うことができるのか？“アベノミクス”は、日本経済を立て直せるのか？』                                                                                |
| 第7回           | 憲法                                                | キャッチコピーは『池上彰と日本国憲法を考えよう！』 スタジオセットがリニューアルすると同時に収録方法も非公開方式から公開観覧方式にリニューアル。                                                           |
| 第8回           | 宗教-Ⅱ                                              | 『フジテレビ開局55周年特別番組』として放送。キャッチコピーは『20年に1度行われる伊勢神宮の“式年遷宮”とは？神道とは？宗教法人とは？なぜ内閣総理大臣の靖国参拝は国際問題になるのか？』                       |
| 第9回           | 絶対に負けられない2014！世界と闘う日本              | キャッチコピーは『世界の経済、エネルギー、食、さまざまな分野で日々戦いは繰り広げられている。』 |
| 第10回          | 2014年 何を狙う？ 北朝鮮                            | キャッチコピーは『動き出した日朝協議！果たして北朝鮮の狙いは何なのか？』 一部生放送 |
| 第11回          | 中国                                                | キャッチコピーは『APECで2年半ぶりに実現した日中首脳会談！果たして中国の狙いは？』 スタジオセットが一部リニューアル。                                                                                      |
| 第12回          | 韓国-Ⅰ                                              | キャッチコピーは『知ってるいるようでよく知らない韓国のナゾ！』 |
| 第13回          | 戦争                                                | キャッチコピーは『なぜ世界から戦争がなくならないのか？』 |
| 特別編1         | ホセ・ムヒカ                                        | キャッチコピーは『池上彰が“世界一貧しい大統領”に問う…』 スタジオは当番組のセットではなく『Mr.サンデー』のスタジオをベースに当番組のセットの一部が使われている。                                           |
| 第14回          | 絶対に負けられない2016！世界と闘う日本              | キャッチコピーは『今、世界で起こっている絶対に負けられない闘い』 |
| 第15回          | 格差                                                | キャッチコピーは『なぜ世界から格差はなくならないのか？』 |
| 第16回          | 皇室                                                | キャッチコピーは『皇室がわかれば日本がわかる』 |
| 第17回          | 自衛隊                                              | キャッチコピーは『せまる北朝鮮の脅威！どう守る日本！？知られざる自衛隊の現実』 |
| 特別編2         | たけしと戦後ニッポン                                | キャッチコピーは『終戦２年後に生まれたビートたけしの人生は、まさに、戦後からの復興人生。』 |
| 第18回          | 核兵器                                              | キャッチコピーは『なぜ世界から核兵器がなくならないのか？』 |
| 第19回（第1部） | 平成の宿題                                          | キャッチコピーは『平成30年史に起こったさまざまな事件、災害などのニュースを振り返りながら、残りあと1年、この時代に解決すべき「平成の宿題」を池上彰が徹底解説!』                                            |
| 第19回（第2部） | 平成の宿題                                          | キャッチコピーは『徹底解説!!オレオレ詐欺&仮想通貨～あなたの生活を揺るがした身近な危険SP～』 |
| 第20回          | 今ニッポン列島が危ない （第1部）                    | キャッチコピーは『相次ぐ想定外の異常気象や災害を池上彰が緊急生解説』 |
| 第20回          | 池上彰×子ども×ニュース （第2部）                    | キャッチコピーは『痛快ギモンに大人も納得』 |
| 特別編3         | 世界が映した昭和のニッポン                          | キャッチコピーは『世界は昭和のニッポンをどう記録し、どう伝えたのか？』 |
| 第21回          | 世界が映した日本の100年                             | キャッチコピーは『貴重な映像から見えてくる“日本の姿”とは？』 スタジオセットが一部リニューアル。 |
| 第22回          | 警察・消防・自衛隊                                  | キャッチコピーは『いつ起こるかわからない大災害から、私たちはどのように身を守ればよいのか？』 スタジオセットが一部リニューアル。                                                                           |
| 第23回          | 令和ニッポン                                        | キャッチコピーは『「令和ニッポン」はどのような時代になるのか？』 池上と高島の並びが対面から隣同士になった。                                                                                               |
| 第24回          | フェイクニュース                                    | キャッチコピーは『一体なぜフェイクニュースは作られるのか？』 |
| 特別編4         | 世界のスポーツとお金のはなし                        | キャッチコピーは『スポーツを「お金」という面から見たニュースを池上彰&たけしが読み解いていく』 |
| 特別編5         | お茶の間ニッポン史50                                | キャッチコピーは『昭和、平成、令和と日本の世相を映してきた『サザエさん』に描かれた出来事を池上彰とサザエさんが徹底解説』                                                                                  |
| 第25回          | 韓国-Ⅱ                                              | キャッチコピーは『韓国“反日主義”の行方』。スタジオセットがリニューアルすると同時に、およそ6年半ぶりに収録方法が公開観覧方式からに非公開方式にリニューアル。そして新たにフクロウのキャラクターが登場した。 |
| 第26回          | 新型コロナウイルス                                  | キャッチコピーは『世界を変えた新型コロナ 未来を生き抜く私たちの闘い』 |
| 第27回          | 新型コロナウイルス-Ⅱ                                | キャッチコピーは『迫り来るインフル！大型台風！！どうなる新型コロナとの闘い』。一部緊急生放送 |
| 第28回          | 中国-Ⅱ                                              | キャッチコピーは『習近平国家主席が描くシナリオの下、着々と動きを強める中国の野望』。 |

## FNS27時間テレビ
- 2017年9月9日・10日に放送された『FNS27時間テレビ31 にほんのれきし』内の昭和・平成ブロックは当番組初めての27時間テレビスペシャルとして特別編『池上彰が見た たけしと戦後ニッポン』として、総合司会のビートたけしと池上が、終戦直後から現代までさまざまな出来事を振り返り、池上のほかに進行の高島も出演した。
- 翌年の2018年9月8日・9日に放送された『FNS27時間テレビ32 にほん人は何を食べてきたのか?』内の昭和ブロックは、当番組2回目となる27時間テレビスペシャルとして特別編『池上彰&たけしが見た! 世界が映した昭和のニッポン～』として、世界各国に眠る昭和のニッポンの映像を発掘し現代へとつながる日本の姿を解明し、出演は昨年に引き続き池上・高島・たけし・村上の4人。
- 3回目となる2019年11月2日・3日に放送される『FNS27時間テレビ33 にほんのスポーツは強いっ!』内で、当番組3回目となる27時間テレビスペシャルとして特別編『池上彰&たけしの世界のスポーツとお金のはなし』として、スポーツを「お金」という面から見たニュースを池上彰&たけしが読み解いた。出演は昨年に引き続き池上・たけし・村上に加え、松岡茉優・永島優美(フジテレビアナウンサー)の4人。

## スタッフ
- 構成：海老克哉
- TD：大嶋徹（第8回はSWと兼務）
- CAM：堀田菜津美
- 音声：村脇昭一（第8回はAUDと表記）
- PA：黒瀬知幸
- VE：富田祐介
- 照明：北澤正樹（第10回はLDと表記）
- EED：渕真悟
- MA：横井秀也
- CG：北岡誠
- 技術協力：共同テレビジョン、フジアール、IMAGICA、グレートインターナショナル
- 美術プロデューサー：古川重人
- デザイン：齋田崇史
- アートコーディネーター：服部孝志（第18回までは美術進行と表記）
- 大道具：新屋貴之（第10回は大道具操作と表記）
- アクリル装飾：織田秀幸
- 電飾：石井誠
- 生花装飾：荒川直史
- マルチ：野崎裕康
- メイク：山田かつら
- 映像協力：アフロ／AP、ロイター
- 写真提供：時事、AFP=時事、CNP／時事通信フォト、アフロ／AP、ロイター、AFP、毎日新聞社、讀賣新聞社
- TK：鈴木裕恵
- リサーチ：高木美嘉、長尾樹
- 音効：若林雄二、遠藤亘
- 広報：高橋慶哉
- 校正：黒木勝己
- AD：三原有優
- ディレクター：武田晋助、上原伸、多田美保（多田→第9回はAD）、齋藤直史
- 演出：荒井勇輔
- 総合演出：原島雅之
- プロデューサー：濱潤、池田睦也、緒方夏子
- チーフプロデューサー：塩田千尋
- 制作協力：スタッフラビ
- 制作著作：フジテレビ

### 過去のスタッフ
- CAM：村野哲也（第6回）、石井友幸（第8回）、八柄哲（第5,9回）、夏目利夫（第10回）
- PA：後藤祐輔（第10回）
- VE：郡司洋（第5回）、神宮みほ（第9回）、佐藤光（第6,10回）
- EED：名雪健太郎（第5回）、島田金治（第6回）、安田裕禎（第8回）、加藤裕也（第9回）、佐々木智司（第10回）
- MA：大田将一（第5回）、小田嶋広貴（第6回）、浅井佑人（第8回）、稲葉清香（第9回）、高野博臣（第10回）
- CG：森三平
- 技術協力：フリーダム・オブ・ザック、J-crew（第6,9回）、fmt（第10回）、麻布プラザ
- 美術プロデューサー：片岡浩美　古江学
- 大道具：内海靖之
- 大道具操作：毛利彰（第6回）
- 電飾：森智
- 特殊装置：青木紀和
- 特殊美術：横山公一（第9回）
- TK：福田美由紀（第6回）
- 協力
  - 第5回：トップシーン、外務省、東京大学エネルギー・資源フロンティアセンター
  - 第9回：三徳、AirCzer、イカロス出版、川崎重工業
  - 第10回：高英起（デイリーNK東京支局長）、NK WATCH、メディックスコリア
- 監修：宮本悟（聖学院大学特任教授）、藤田和男（東京大学名誉教授、第9回）、西川有司（USレアアース、第9回）
- 編成：高木亜梨須
- 広報：鈴木良子
- 校正：聚珍社
- AD
  - 第5回：金美里、白田有香里、大平唯加、九里亮、小平聖大
  - 第6回：秦佑希、水戸理恵
  - 第8回：小池純子、坂本佑実子
  - 第9回：権亨悟、西野拓也
  - 第10回：加藤宏基、九里亮
- AP：関根知美（第8回まで）
- ディレクター：高野信行（高野→第5回）、井上陽史、吉川修（吉川→第6,9回はディレクター、第7,8回はFD）、小津美和（第5回）、宮川直樹（第5回）、堀真由美、冨田英男、岡崎恭一、矢部裕也（矢部→第5回までAD）、伊藤義、大橋孝明、御堂真則、小椋通生、酒瀬川茂雄、畑村陽平（第9回）
- プロデューサー：山中弘明（第1-6回）、栩木信人（第7回）

## 不祥事・批判
- 2015年6月5日放送分の第12回において、韓国人女子高生へのインタビューで「（日本は）嫌いですよ。だって韓国を苦しめたじゃないですか。」と字幕スーパーを表示したにもかかわらず、実際には「文化がとても多いです。それから外国人が本当にたくさん訪れてくれるようですね。」と発言していたなど、2箇所において捏造を疑われる発言内容の食い違いが判明した[14][15]。同月29日、公式ホームページで謝罪した[16]。
- 2016年12月16日放送分で、日米両国の所得格差について「アメリカでの格差が最近広がった」が「日本の格差も酷い」と解説した際、使用したグラフに問題があるとネット上で批判された。番組を視聴した高橋洋一は、日本とアメリカで縦軸の目盛りが異なっており、日本がアメリカより4倍ほど大きく見せているとして、「こうした図のトリックは、子供騙しの典型であるが、まさかテレビのゴールデン番組で見られるとは驚いた」と評した[17]。
- 2018年9月7日放送分『池上彰スペシャル 池上彰×子供×ニュース 痛快ギモンに大人も納得SP』で、一般の小中学生70人が出演したことについて、J-CASTニュースは、このうち20人から30人が芸能プロ所属の子役タレントであったと報じた。番組クレジットでは協力先として小中学校名を表示していたが、芸能プロへの言及は無かったとして、ネット上では「一般の小中学生に思わせる印象操作にならないのか」「台本的な仕込みのヤラセがあるようにも思えて不快だ」との批判が起こった。9月11日、フジテレビの企業広報室はJ-CASTニュースの取材に対し、「出演している小中学生は、自ら抱いた疑問について質問し、自分の言葉で意見を述べています。台本に基づいて演じたということは一切ございません」と回答した[18]。